# Крістіна Фазекаш-Цур
Крістіна Фазекаш-Цур (угор. Fazekas Krisztina-Zur, 1 серпня 1980) — угорсько-американська веслувальниця, олімпійська чемпіонка.
Крістіна мешкає в США і з 2011 року виступає за цю країну, однак на Лондонській олімпіаді вона виграла золото в складі угорської команди.

## Виступи на Олімпіадах
| Олімпіада   | Дисципліна                    | Місце |
| ----------- | ----------------------------- | ----- |
| Лондон 2012 | байдарка-четвірка, 500 метрів | 1     |